# Weiler-Simmerberg
Weiler-Simmerberg település Németországban, azon belül Bajorországban. Lakosainak száma 6524 fő (2023. december 31.). Weiler-Simmerberg Lindenberg im Allgäu, Stiefenhofen és Oberreute községekkel határos.

## Népesség
A település népessége az elmúlt években az alábbi módon változott:
| Lakosok száma | 4862 | 4615 | 5940 | 6031 | 6117 | 6145 | 6271 | 6284 | 6522 | 6524 |
|               | 1970 | 1975 | 2011 | 2012 | 2014 | 2015 | 2017 | 2019 | 2022 | 2023 |